# Roman Coppola
Roman François Coppola (nascut el 22 d'abril de 1965) és un cineasta i director de vídeos musicals nord-americà. És fill de Francis Ford i Eleanor Coppola, i és conegut per les seves col·laboracions cinematogràfiques amb Wes Anderson.
Coppola és president de la companyia cinematogràfica American Zoetrope. També és el fundador i propietari de The Directors Bureau, una companyia de producció comercial i de vídeos musicals.

## Primers anys
Roman Coppola és fill de la documentalista, artista i escriptora Eleanor Coppola (née Neil) i del director Francis Ford Coppola.

## Carrera
Coppola va començar la seva carrera de director supervisant els efectes visuals de l'in-camera i la direcció de la segona unitat per a Bram Stoker's Dracula de Francis Ford Coppola, que va obtenir una nominació als Premis BAFTA per a efectes visuals. Ha continuat fent la direcció de la segona unitat al llarg de la seva carrera, incloent-hi Jack, The Rainmaker, Youth Without Youth, i Tetro; de col·laborador amb les pel·lícules de Wes Anderson The Life Aquatic with Steve Zissou i The Darjeeling Limited; i de la seva germana Sofia Coppola The Virgin Suicides i Maria Antonieta.
A la dècada de 1990, Coppola es va establir com un influent director de vídeos comercials i musicals. A través de la seva companyia productora, The Directors Bureau, va dirigir els quatre vídeos musicals de l'àlbum debut de The Strokes' de 2001, Is This It, així com "12:51" per a Room on Fire. Els seus altres vídeos musicals inclouen clips per a Daft Punk, Lilys, Moby, The Presidents of the United States of America , Ween, Green Day i Fatboy Slim. El seu vídeo musical per a "Funky Squaredance" de Phoenix va ser convidat a la col·lecció permanent del Museum of Modern Art de Nova York. També ha estat partidari del projecte secundari musical del cosí Jason Schwartzman, Coconut Records.
També va dirigir un anunci per a Levi's White Tab el 1997.
La seva primera pel·lícula, CQ, estrenada al 54è Festival Internacional de Cinema de Canes i va ser ben rebuda per la crítica. Ambientada a París el 1969, CQ se centra en un jove editor de cinema que intenta fer malabars amb la seva vida personal i professional alhora que fa malabars amb una aventura de ciència-ficció i la seva pròpia pel·lícula d'art personal. La pel·lícula té una puntuació del 66% a Rotten Tomatoes, basada en 76 ressenyes. El consens del lloc diu: "CQ és un homenatge elegant i divertit a les pel·lícules camp dels anys 60". Metacritic va donar a la pel·lícula una puntuació d'aprovació de 56/100 "mixta o mitjana" basada en 26 ressenyes.
La segona pel·lícula de Coppola, A Glimpse Inside the Mind of Charles Swan III, va debutar el 2012 a la Festa de Cinema di Roma. Charlie Sheen va protagonitzar el personatge principal, un dissenyador gràfic que s'ocupava d'una ruptura. El repartiment també incloïa Bill Murray i Jason Schwartzman. Les crítiques de la pel·lícula van tendir cap al negatiu. Nathan Rabin de The A.V. Club va donar la pel·lícula una F, dient que "no és més que una pel·lícula com un anunci de perfum de llargmetratge per a una colònia de la signatura comercial Charlie Sheen amb un envàs magnífic i absolutament res a dins". El Dallas Observer va dir que la pel·lícula "podria ser descrita generosament com a còpia-pega – o amb més precisió com a "llençar coses a la paret i veure què s'enganxen"" i era "un embolic". The New York Daily News va donar a Charles Swan III una estrella de cinc, dient que "tu vol eliminar-ho" i que "potser amb això fora del seu sistema [de Coppola], s'imaginarà alguna cosa millor." Time va dir que la pel·lícula "no condueix a una comprensió més profunda de Charlie Sheen. No obstant això, demostra la seva compulsió pel mal judici i les males decisions. Però no estàvem ja convençuts d'això?" Lisa Schwarzbaum, crítica per Entertainment Weekly, va donar a la pel·lícula una C i una més suau resposta, escrivint: "La idea d'aquesta pel·lícula casolana amb valors de producció més alts dirigida per Roman Coppola no és menys dolça per no ser original... L'execució, en canvi, és perillosament autoabsorbida, una festa privada que inclou amics, familiars, massa seqüències de fantasia i una gran quantitat de vestuari i disseny d'escenografia per crear una idea d'una L.A. estilitzada esquitxada amb aigua de Playboy."
El 2009, va dirigir sèries d'anuncis per a la línia de telefonia mòbil 3G MyTouch de T-Mobile.
El 2015, va dirigir un comercial de State Farm.
El 2018, va coescriure la història per a la pel·lícula dramàtica de ciència-ficció de Wes Anderson en animació stop-motion per adults  Isle of Dogs, que va ser elogiada per la crítica per la seva animació, història, partitura musical i humor inèdit. Richard Roeper del Chicago Sun-Times va donar a la pel·lícula tres estrelles i mitja de quatre, elogiant-la per haver assumit riscos i dient: "És intel·ligent i diferent i de vegades deliberadament estranya i molt divertida, rarament d'una manera de riure en veu alta, més d'una manera de somriure i assentir amb el cap, entenc la broma."
El 2021, va tornar a col·laborar amb Wes Anderson per a la pel·lícula The French Dispatch, va coescriure la història i va exercir de productor executiu. Va rebre crítiques generalment positives. David Rooney de The Hollywood Reporter va elogiar les "delícies visuals fetes a mà i les actuacions excèntriques" i va escriure: "Si bé The French Dispatch pot semblar una antologia de vinyetes sense un fort tema general, cada moment està en gràcia per l'amor d'Anderson per la paraula escrita i els personatges estranys que hi dediquen la seva vida professional".Escrivint per a The Guardian, Peter Bradshaw va dir: "Pot ser que no estigui al cenit del que pot aconseguir, però per pur plaer moment a moment, i per riure, això és un plaer". Va ser esmentat a les llistes de les millors pel·lícules de l'any per The New Yorker (núm. 1), The Forward (la millor pel·lícula), IndieWire (núm. 6), Esquire (núm. 38), New Musical Express (núm. 11), British Film Institute (núm. 23) i Vogue (no llistada).

## Projectes especials de Directors Bureau
Coppola també és un inventor i emprenedor, responsable de la Photobubble Company, Pacific Tote Company i d'una sèrie de projectes a través de la branca "Projectes especials" de la seva productora, Directors Bureau.
La seva empresa, Pacific Tote Company, produeix una línia de bosses de platja fetes a mà a Califòrnia i conegudes pels seus dissenys multicolors característics.

## Filmografia

### Llargmetratge
| Any  | Títol                                         | Director | Guionista | Productor | Notes                                                         |
| ---- | --------------------------------------------- | -------- | --------- | --------- | ------------------------------------------------------------- |
| 1983 | Rumble Fish                                   | No       | No        | Associat  |                                                               |
| 1989 | Clownhouse                                    | No       | No        | Executiu  |                                                               |
| 1990 | The Spirit of '76                             | No       | Història  | Executiu  |                                                               |
| 2001 | CQ                                            | Sí       | Sí        | No        |                                                               |
| 2007 | The Darjeeling Limited                        | No       | Sí        | Sí        | Co-escrita amb Wes Anderson i Jason Schwartzman               |
| 2010 | Somewhere                                     | No       | No        | Sí        |                                                               |
| 2012 | Moonrise Kingdom                              | No       | Sí        | No        | Co-escrita amb Wes Anderson                                   |
| 2012 | On the Road                                   | No       | No        | Sí        |                                                               |
| 2012 | A Glimpse Inside the Mind of Charles Swan III | Sí       | Sí        | Sí        |                                                               |
| 2013 | The bling ring: lladres de famosos            | No       | No        | Sí        |                                                               |
| 2017 | The Beguiled                                  | No       | No        | Sí        |                                                               |
| 2018 | Isle of Dogs                                  | No       | Història  | No        | Història amb Wes Anderson, Jason Schwartzman i Kunichi Nomura |
| 2020 | On The Rocks                                  | No       | No        | Executiu  |                                                               |
| 2021 | The French Dispatch                           | No       | Story     | Executiu  | Història amb Wes Anderson, Hugo Guinness i Jason Schwartzman  |
| 2022 | The Seven Faces of Jane                       | No       | No        | Sí        |                                                               |
| 2023 | Fairyland                                     | No       | No        | Executiu  |                                                               |
| 2023 | Asteroid City                                 | No       | Story     | Executiu  | Història amb Wes Anderson                                     |
| TBA  | The Phoenician Scheme                         | No       | Sí        | No        | Co-escrita amb Wes Anderson                                   |

#### Crèdits de direcció addicionals
| Any  | Títol                              | Segona unitat | Altre                         | Director             |
| ---- | ---------------------------------- | ------------- | ----------------------------- | -------------------- |
| 1992 | Dràcula de Bram Stoker             | Sí            | Director d’efectes visuals    | Francis Ford Coppola |
| 1996 | Jack                               | Sí            | No                            | Francis Ford Coppola |
| 1997 | The Rainmaker                      | Sí            | No                            | Francis Ford Coppola |
| 1999 | The Virgin Suicides                | Sí            | No                            | Sofia Coppola        |
| 2003 | Lost in Translation                | No            | Director addicional           | Sofia Coppola        |
| 2004 | The Life Aquatic with Steve Zissou | Sí            | No                            | Wes Anderson         |
| 2006 | Maria Antonieta                    | Sí            | No                            | Sofia Coppola        |
| 2007 | The Darjeeling Limited             | Sí            | No                            | Wes Anderson         |
| 2007 | Youth Without Youth                | Sí            | No                            | Francis Ford Coppola |
| 2009 | Tetro                              | Sí            | No                            | Francis Ford Coppola |
| 2014 | The Grand Budapest Hotel           | No            | Unitat especial de fotografia | Wes Anderson         |
| 2024 | Megalopolis                        | Sí            | No                            | Francis Ford Coppola |

#### Crèdits d’actor
| Any  | Títol                                   | Paper                                  | Notes              |
| ---- | --------------------------------------- | -------------------------------------- | ------------------ |
| 1966 | Ara ja ets tot un home                  | Nen al cotxet                          | Sense acreditar    |
| 1972 | El Padrí                                | Noi al carrer que assisteix al funeral | Sense acreditar    |
| 1974 | El Padrí II                             | Sonny Corleone de nen                  | Sense acreditar    |
| 1979 | Apocalypse Now                          | Francis de Marais                      | Només versió Redux |
| 1999 | Gunfighter                              | Bandido                                |                    |
| 1999 | Star Wars Episode I: The Phantom Menace | Guàrdia del Senat                      | Sense acreditar    |
| 2009 | El fantàstic senyor Guillot             | Contractista                           | Veu                |
| 2018 | Isle of Dogs                            | Igor                                   | Veu                |

### Televisió
| Any       | Títol                                    | Director | Productor executiu | Guionista | Notes                                                  |
| --------- | ---------------------------------------- | -------- | ------------------ | --------- | ------------------------------------------------------ |
| 2002      | $2 Bill                                  | Sí       | No                 | No        | Episodi: "The Strokes"                                 |
| 2013      | Arcade Fire in Here Comes the Night Time | Sí       | No                 | No        | Especial de televisió                                  |
| 2014–2018 | Mozart in the Jungle                     | Sí       | Sí                 | Sí        |                                                        |
| 2015      | A Very Murray Christmas                  | Associat | Sí                 | No        | Especial de televisió                                  |
| 2020      | Mariah Carey's Magical Christmas Special | Sí       | Sí                 | No        | Co-dirigida amb Hamish Hamilton; Especial de televisió |

### Curtmetratges
| Any  | Títol                          | Director | Guionista | Productor | Altres crèdit(s)              | Notes             |
| ---- | ------------------------------ | -------- | --------- | --------- | ----------------------------- | ----------------- |
| 1996 | Bed, Bath and Beyond           | No       | No        | No        | Actor, director de fotografia |                   |
| 1999 | Torrance Rises                 | No       | No        | No        | Director de fotografia        |                   |
| 2011 | Fight for Your Right Revisited | No       | No        | No        | Actor                         | Role: Café Patron |
| 2012 | ¡El Tonto                      | No       | No        | Sí        |                               |                   |
| 2012 | Modern/Love                    | No       | No        | Sí        |                               |                   |
| 2012 | The Mirror Between Us          | No       | No        | Sí        |                               |                   |
| 2012 | Eugene                         | No       | No        | Executiu  |                               |                   |
| 2012 | Die Again, Undead One          | Sí       | Sí        | Sí        |                               |                   |
| 2013 | Castello Cavalcanti            | No       | No        | Sí        |                               |                   |
| 2016 | Mommeostasis                   | Sí       | No        | No        |                               |                   |
| 2023 | The Swan                       | No       | No        | No        | Director de fotografia        |                   |

### Vídeos musicals
| Any  | Artista                                                         | Cançó                                                        |
| ---- | --------------------------------------------------------------- | ------------------------------------------------------------ |
| 1994 | Nancy Boy                                                       | "Deep Sleep Motel"                                           |
| 1994 | Ween                                                            | "Voodoo Lady"                                                |
| 1994 | P.M. Dawn                                                       | "Norwegian Wood (This Bird Has Flown)"                       |
| 1995 | Butterglory                                                     | "She's Got the Akshun"                                       |
| 1995 | Love Battery                                                    | "Harold's Pink Room"                                         |
| 1995 | The Presidents of the United States of America                  | "Lump" (Version #1) / "Kitty"                                |
| 1995 | Matthew Sweet                                                   | "Sick of Myself" / "We're the Same"                          |
| 1995 | Mike Watt & Evan Dando                                          | "Piss-Bottle Man"                                            |
| 1996 | Green Day                                                       | "Walking Contradiction"                                      |
| 1996 | Mansun                                                          | "Taxloss"                                                    |
| 1996 | The Presidents of the United States of America                  | "Lump" (Version #2) / "Peaches" / "Dune Buggy" / "Mach 5"    |
| 1996 | The Rentals                                                     | "Waiting"                                                    |
| 1997 | Wyclef Jean i The Refugee All-Stars featuring John Forté i Pras | "We Trying to Stay Alive"                                    |
| 1998 | God Lives Underwater                                            | "From Your Mouth"                                            |
| 1998 | Cassius                                                         | "Foxxy"                                                      |
| 1998 | Daft Punk                                                       | "Revolution 909"                                             |
| 1998 | Fatboy Slim                                                     | "Gangster Tripping"                                          |
| 1998 | Moby                                                            | "Honey"                                                      |
| 1999 | Cassius                                                         | "La Mouche"                                                  |
| 1999 | Supergrass                                                      | "We Still Need More (Than Anyone Can Give)"                  |
| 2000 | Air                                                             | "Playground Love"                                            |
| 2000 | Phoenix                                                         | "Funky Squaredance"                                          |
| 2000 | Mellow                                                          | "Another Mellow Winter"                                      |
| 2001 | The Strokes                                                     | "Last Nite" (Versió #2)                                      |
| 2002 | Marianne Faithfull                                              | "Sex with Strangers"                                         |
| 2002 | Phantom Planet                                                  | "California"                                                 |
| 2002 | The Strokes                                                     | "The Modern Age" / "Hard to Explain" (Versió #2) / "Someday" |
| 2002 | The Vines                                                       | "Get Free"                                                   |
| 2003 | Ima Robot                                                       | "Dynomite"                                                   |
| 2003 | The Strokes                                                     | "12:51"                                                      |
| 2004 | Phoenix                                                         | "Everything Is Everything"                                   |
| 2006 | Phoenix                                                         | "Long Distance Call"                                         |
| 2006 | Rooney                                                          | "Tell Me Soon"                                               |
| 2007 | Arctic Monkeys                                                  | "Teddy Picker"                                               |
| 2009 | Sébastien Tellier                                               | "L'Amour et La Violence"                                     |
| 2013 | Arcade Fire                                                     | "Here Comes the Night Time"                                  |
| 2014 | Kylie Minogue                                                   | "Sexercize"                                                  |
| 2015 | Beastie Boys featuring Nas                                      | "Too Many Rappers"                                           |
| 2017 | Carly Rae Jepsen i Lil Yachty                                   | "It Takes Two"                                               |
| 2020 | The Strokes                                                     | "The Adults Are Talking"                                     |
| 2020 | Mariah Carey                                                    | "Oh Santa!"                                                  |
| 2020 | Paul McCartney                                                  | "Find My Way"                                                |

### Anuncis publicitaris i vídeos promocionals
| Any  | Títol                                            | Director | Guionista | Notes                                                                    |
| ---- | ------------------------------------------------ | -------- | --------- | ------------------------------------------------------------------------ |
| 1997 | Levi's White Tab: Daytrippers                    | Sí       | No        |                                                                          |
| 2004 | Burger King: Ugoff                               | Sí       | No        |                                                                          |
| 2009 | T-Mobile: Icons, Comedians, Musicians            | Sí       | No        | Sèrie d'anuncis per a la línia de telefonia mòbil T-Mobile MyTouch 3G    |
| 2010 | Stella Artois: Apartomatic                       | Sí       | No        | Co-dirigit amb Wes Anderson                                              |
| 2012 | Cousin Ben Troop Screening amb Jason Schwartzman | No       | Sí        | Curt promocional per Moonrise Kingdom;}} co-escrit amb Wes Anderson      |
| 2013 | Prada: Candy                                     | Sí       | No        | Co-dirigit amb Wes Anderson                                              |
| 2015 | Magic Jingle Elvis                               | Sí       | No        | Comercial de State Farm                                                  |
| 2017 | L'Oréal Paris                                    | Sí       | No        | Comercial de L'Oréal Paris per a la nova línia de cura del cabell Elvive |

## Premis i nominacions
El 2019, Coppola fou convidat a unir-se l'Acadèmia de les Arts i les Ciències Cinematogràfiques.
| Associació               | Any  | Categoria                                                                                  | Obra nominada                                 | Resultat  | Ref(s) |
| ------------------------ | ---- | ------------------------------------------------------------------------------------------ | --------------------------------------------- | --------- | ------ |
| Premis Oscar             | 2013 | Millor guió original (Compartit amb Wes Anderson)                                          | Moonrise Kingdom                              | Nominat   | [ 30 ] |
| Premis BAFTA             | 1994 | Millors efectes visuals (compartit amb Gary Gutierrez, Michael Lantieri, i Gene Warren Jr) | Dràcula de Bram Stoker                        | Nominat   | [ 31 ] |
| Premis Grammy            | 1997 | Millor vídeo musical                                                                       | "Walking Contradiction"                       | Nominat   | [ 32 ] |
| NYFCO Award              | 2007 | Millor guió (Compartit amb Wes Anderson i Jason Schwartzman)                               | The Darjeeling Limited                        | Guanyador | [ 33 ] |
| Festa del Cinema di Roma | 2012 | Marc'Aurelio d’Or                                                                          | A Glimpse Inside the Mind of Charles Swan III | Nominat   | [ 34 ] |